# Liste von Burgen, Schlössern und Festungen im Département Meurthe-et-Moselle
Die Liste von Burgen, Schlössern und Festungen im Département Meurthe-et-Moselle listet bestehende und abgegangene Anlagen im Département Meurthe-et-Moselle auf. Das Département zählt zur Region Grand Est in Frankreich.

Wappen des Départements Meurthe-et-Moselle (54)
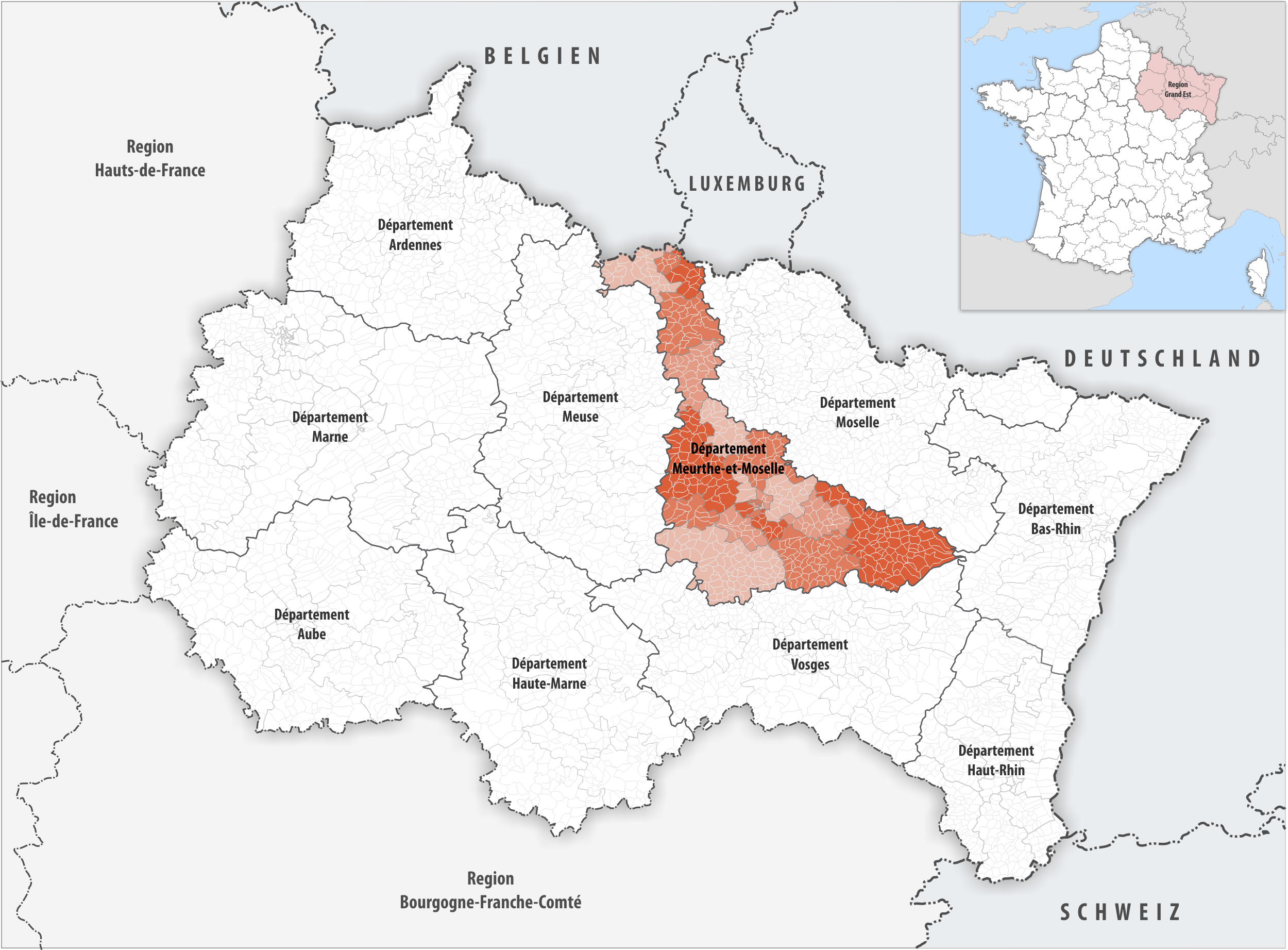
Lage des Départements Meurthe-et-Moselle in der Region Grand Est
Lage der Region Grand Est in Frankreich

## Liste
Bestand am 21. Oktober 2022: 102
| Name deu / fra                                                                        | Gemeinde / Lage                                   | Typ (Untertyp)          | Bemerkungen | Bild |
| ------------------------------------------------------------------------------------- | ------------------------------------------------- | ----------------------- | --- | ---- |
| Burg Aboncourt Château d'Aboncourt                                                    | Aboncourt 48,35796° N, 5,9673° O                  | Burg                    | Aus dem Mittelalter, wurde in einen Bauernhof umgewandelt |      |
| Burg Acraignes Château d'Acraignes (Guise)                                            | Frolois 48,56568° N, 6,12307° O                   | Burg                    | Im Ersten Weltkrieg zerstört |      |
| Schloss Adoménil Château d'Adoménil                                                   | Rehainviller 48,565018° N, 6,462859° O            | Schloss                 | Heute ein Hotel-Restaurant |      |
| Schloss Affléville Château d'Affléville                                               | Affléville 49,27016° N, 5,76241° O                | Schloss                 | |      |
| Schloss Affracourt Château d'Affracourt                                               | Affracourt 48,46062° N, 6,1702° O                 | Schloss                 | |      |
| Schloss Anthoine Château Anthoine                                                     | Vandœuvre-lès-Nancy 48,657254° N, 6,170062° O     | Schloss (Renaissance)   | |      |
| Schloss Art-sur-Meurthe Château d'Art-sur-Meurthe                                     | Art-sur-Meurthe 48,65715° N, 6,26477° O           | Schloss                 | |      |
| Schloss l’Asnée Château de l'Asnée                                                    | Villers-lès-Nancy                                 | Schloss                 | |      |
| Burg Bainville Château de Bainville                                                   | Bainville-aux-Miroirs 48,43813° N, 6,2776° O      | Burg                    | Ruine |      |
| Festes Haus Barisey Maison forte de Barisey                                           | Barisey-au-Plain 48,525258° N, 5,845382° O        | Burg (Festes Haus)      | In Teilen erhalten, heute ein Gehöft |      |
| Schloss Baudinet-de-Courcelles Château Baudinet-de-Courcelles                         | Lay-Saint-Christophe 48,7486° N, 6,2008° O        | Schloss (Renaissance)   | Heute das Rathaus (Hôtel de Ville) und Stadtmuseum |      |
| Festes Haus Bezaumont Maison forte de Bezaumont                                       | Bezaumont                                         | Burg (Festes Haus)      | Ruine |      |
| Burg Blâmont Château de Blâmont                                                       | Blâmont 48,5914° N, 6,8453° O                     | Burg                    | Ruine |      |
| Burg Blénod-lès-Toul Château de Blénod-lès-Toul                                       | Blénod-lès-Toul                                   | Burg                    | Ruine |      |
| Fort Blénod-lès-Toul Fort de Blénod-lès-Toul                                          | Blénod-lès-Toul                                   | Festung                 | Aus dem 19. Jahrhundert |      |
| Burg Boucq Château de Boucq                                                           | Boucq 48,749264° N, 5,758885° O                   | Burg                    | Einzelne Gebäude erhalten |      |
| Burg Bouvron Château de Bouvron                                                       | Bouvron 48,742037° N, 5,878857° O                 | Burg                    | |      |
| Burg Brabois Château de Brabois                                                       | Villers-lès-Nancy 48,65611° N, 6,1472° O          | Ruine                   | Nur ein Turm erhalten |      |
| Burg Briey Château de Briey                                                           | Briey                                             | Burg                    | Ruine |      |
| Schloss Brouchetière Château de Brouchetière                                          | Briey                                             | Schloss                 | |      |
| Oberes Schloss Champigneulles Château haut de Champigneulles                          | Champigneulles                                    | Schloss                 | |      |
| Unteres Schloss Champigneulles Château bas de Champigneulles                          | Champigneulles                                    | Schloss                 | |      |
| Schloss Le Charmois Château du Charmois                                               | Vandœuvre-lès-Nancy 48,66806° N, 6,17417° O       | Schloss                 | |      |
| Schloss Choloy Château de Choloy                                                      | Choloy-Ménillot 48,6621° N, 5,8218° O             | Schloss                 | |      |
| Schloss Clémery Château de Clémery                                                    | Clémery 48,89528° N, 6,18583° O                   | Schloss                 | |      |
| Burg Condé-sur-Moselle Château de Condé-sur-Moselle (Château de Custines)             | Custines 48,7925° N, 6,1433° O                    | Burg                    | Abgegangen, von einer Schule überbaut |      |
| Schloss Cons-la-Grandville Château de Cons-la-Grandville                              | Cons-la-Grandville 49,48361° N, 5,70083° O        | Schloss                 | |      |
| Schloss Corbin Château Corbin                                                         | Liverdun                                          | Schloss                 | Erbaut im 19. Jahrhundert |      |
| Schloss La Cristallerie Château de la Cristallerie                                    | Baccarat                                          | Schloss                 | |      |
| Festes Haus Custine Maison forte de Custine                                           | Villers-le-Rond                                   | Burg (Festes Haus)      | |      |
| Burg Dieulouard Château de Dieulouard                                                 | Dieulouard 48,84278° N, 6,06833° O                | Burg                    | Ruine |      |
| Schloss Etreval Château d'Étreval                                                     | Etreval                                           | Schloss                 | |      |
| Schloss Eulmont Château d'Eulmont                                                     | Eulmont 48,75333° N, 6,22889° O                   | Schloss                 | |      |
| Schloss Euvezin Château d'Euvezin                                                     | Euvezin 48,92361° N, 5,83833° O                   | Schloss                 | |      |
| Schloss La Favorite Château de la Favorite                                            | Lunéville 48,59194° N, 6,50389° O                 | Schloss                 | |      |
| Burg Ficquelmont Château de Ficquelmont                                               | Thumeréville                                      | Burg                    | Musste einem Bauernhof weichen |      |
| Schloss Fleur-Fontaine Château de Fleur-Fontaine                                      | Amance 48,75967° N, 6,2997° O                     | Schloss                 | |      |
| Schloss Fléville Château de Fléville                                                  | Fléville-devant-Nancy 48,62639° N, 6,20222° O     | Schloss                 | |      |
| Schloss La Flie Château de la Flie (La Flye)                                          | Liverdun                                          | Schloss                 | |      |
| Schloss La Franche-Moitresse Château de la Franche-Moitresse                          | Eulmont 48,7528° N, 6,22861° O                    | Schloss                 | |      |
| Schloss Froville Château de Froville                                                  | Froville-la-Romane 48,48833° N, 6,3525° O         | Schloss                 | |      |
| Schloss Gerbéviller Château de Gerbéviller                                            | Gerbéviller 48,49667° N, 6,50889° O               | Schloss                 | |      |
| Burg der Grafen von Ludres Château des comtes de Ludres                               | Ludres                                            | Burg                    | Ruine |      |
| Turm Greff Tour de Greff                                                              | Villers-lès-Nancy                                 | Burg                    | Ruine |      |
| Schloss Haroué Château d'Haroué                                                       | Haroué 48,46556° N, 6,18° O                       | Schloss                 | |      |
| Schloss Hatrize Château d'Hatrize                                                     | Hatrize 49,19278° N, 5,91028° O                   | Schloss                 | |      |
| Schloss Haussonville Château d'Haussonville                                           | Haussonville 48,52889° N, 6,32528° O              | Schloss                 | Ruine |      |
| Schloss Jaillon Château de Jaillon                                                    | Jaillon                                           | Schloss                 | Ruine |      |
| Burg Jaulny Château de Jaulny                                                         | Jaulny 48,9694° N, 5,88639° O                     | Burg                    | |      |
| Schloss Jeandelaincourt Château de Jeandelaincourt                                    | Jeandelaincourt                                   | Schloss                 | |      |
| Schloss Lenoncourt Château de Lenoncourt                                              | Lenoncourt 48,66583° N, 6,30611° O                | Schloss                 | |      |
| Burg und Festung Longwy Enceinte de Longwy                                            | Longwy 49,5225° N, 5,76306° O                     | Burg (Festung)          | Ruine, erst eine mittelalterliche Burg, dann eine neuzeitliche Festung |      |
| Schloss Lunéville Château de Lunéville (Le Versailles lorrain)                        | Lunéville 48,59472° N, 6,4917° O                  | Schloss                 | Bei einem Brand 2003 schwer beschädigt |      |
| Schloss Lupcourt Château de Lupcourt                                                  | Lupcourt 48,60972° N, 6,23472° O                  | Schloss                 | |      |
| Schloss Madame de Graffigny Château de Madame de Graffigny                            | Villers-lès-Nancy 48,67° N, 6,14611° O            | Schloss                 | |      |
| Burg Mahuet Tour Mahuet                                                               | Labry 49,17389° N, 5,88083° O                     | Burg (Turm)             | Nur ein rechteckiger Turm ist erhalten |      |
| Burg Mailly Château de Mailly                                                         | Mailly-sur-Seille 48,91° N, 6,24611° O            | Burg                    | In Teilen erhalten |      |
| Schloss La Malgrange Château de la Malgrange                                          | Jarville-la-Malgrange                             | Schloss                 | Heute katholische Privatschule und Gymnasium |      |
| Schloss Manoncourt Château de Manoncourt (Château Colin)                              | Belleau 48,87556° N, 6,1972° O                    | Schloss                 | Im Ortsteil Manoncourt-sur-Seille |      |
| Schloss Manonville Château de Manonville                                              | Manonville                                        | Schloss                 | |      |
| Schloss Manteville Château de Manteville                                              | Épiez-sur-Chiers 49,50222° N, 5,49028° O          | Schloss                 | |      |
| Schloss Mars-la-Tour Château de Mars-la-Tour                                          | Mars-la-Tour                                      | Schloss                 | |      |
| Schloss Martigny Château de Martigny                                                  | Colmey 49,45694° N, 5,5583° O                     | Schloss                 | |      |
| Schloss Mitry Château de Mitry                                                        | Leménil-Mitry                                     | Schloss                 | |      |
| Schloss Moncel Château de Moncel                                                      | Jarny                                             | Schloss                 | |      |
| Schloss Montaigu Château de Montaigu                                                  | Laneuveville-devant-Nancy 48,66333° N, 6,21583° O | Schloss                 | |      |
| Schloss Le Montet Château du Montet                                                   | Vandœuvre-lès-Nancy                               | Schloss                 | |      |
| Schloss Morey Château de Morey                                                        | Belleau 48,82722° N, 6,1625° O                    | Schloss                 | |      |
| Schloss Moselly Château Moselly                                                       | Chaudeney-sur-Moselle                             | Schloss                 | Sommerresidenz der Bischöfe von Toul |      |
| Burg Mousson Château de Mousson                                                       | Mousson 48,90472° N, 6,0775° O                    | Burg                    | Ruine |      |
| Burg Moyen Château de Moyen                                                           | Moyen 48,48222° N, 6,57056° O                     | Burg                    | Ruine |      |
| Burg Nancy Château de Nancy (Cité médiévale fortifiée)                                | Nancy 48,698907° N, 6,177793° O                   | Burg (Stadtbefestigung) | Die Burg wurde um 1050 errichtet, woraus sich die Stadt mit ihren Befestigungen entwickelte, die im 17. Jahrhundert zu einer Festung ausgebaut wurde. Heute nur wenige Reste erhalten, wie die Stadttore Porte de la Craffe (Bild rechts) und Porte de la Citadelle |      |
| Herzogspalast Nancy Palais des ducs de Lorraine (Palast der lothringischen Herzöge)   | Nancy 48,697325° N, 6,179261° O                   | Schloss                 | Beherbergt heute das Musée lorrain d'Art et d'Histoire |      |
| Schloss Neuviller-sur-Moselle Château de Neuviller-sur-Moselle                        | Neuviller-sur-Moselle 48,49333° N, 6,28694° O     | Schloss                 | In Teilen erhalten |      |
| Burg Nomeny Château de Nomeny                                                         | Nomeny 48,89111° N, 6,22361° O                    | Burg                    | Ruine |      |
| Schloss Onville Château d'Onville                                                     | Onville                                           | Schloss                 | |      |
| Schloss Parroy Château de Parroy                                                      | Parroy                                            | Schloss                 | Im Ersten Weltkrieg zerstört |      |
| Burg Pierre-Percée Château de Pierre-Percée                                           | Pierre-Percée 48,47028° N, 6,93028° O             | Burg                    | Ruine |      |
| Burg Pierrefort Château de Pierrefort                                                 | Martincourt 48,84139° N, 5,93861° O               | Burg                    | Ruine |      |
| Burg Prény Château de Prény                                                           | Prény 48,97861° N, 5,995° O                       | Burg                    | Ruine |      |
| Schloss Puxe Château de Puxe                                                          | Puxe                                              | Schloss                 | |      |
| Burg Rembercourt-sur-Mad Château de Rembercourt-sur-Mad                               | Rembercourt-sur-Mad                               | Burg                    | |      |
| Schloss Rémicourt Château de Rémicourt                                                | Villers-lès-Nancy 48,66667° N, 6,15111° O         | Schloss                 | |      |
| Schloss La Rochotte Château de la Rochotte                                            | Pierre-la-Treiche                                 | Schloss                 | |      |
| Schloss Romémont Château de Romémont                                                  | Buissoncourt                                      | Schloss                 | |      |
| Burg Rosières Château de Rosières                                                     | Rosières-aux-Salines                              | Burg                    | Ruine |      |
| Schloss Saint-Fiacre Château Saint-Fiacre                                             | Villers-lès-Nancy                                 | Schloss                 | |      |
| Festes Haus Saint-Pancré Maison forte de Saint-Pancré                                 | Saint-Pancré 49,52889° N, 5,64944° O              | Burg (Festes Haus)      | Ruine |      |
| Schloss Saulxures-lès-Nancy Château de Saulxures-lès-Nancy                            | Saulxures-lès-Nancy 48,69028° N, 6,25222° O       | Schloss                 | |      |
| Festes Haus Sexey-aux-Forges Maison forte de Sexey-aux-Forges                         | Sexey-aux-Forges                                  | Schloss (Festes Haus)   | |      |
| Schloss Simon-de-Chatellus Château Simon-de-Chatellus                                 | Villers-lès-Nancy                                 | Schloss                 | |      |
| Festes Haus Thézey Maison forte de Thézey                                             | Thézey-Saint-Martin 48,9028° N, 6,29556° O        | Burg (Festes Haus)      | Ruine |      |
| Schloss Thorey-Lyautey Château de Thorey-Lyautey (Château du Maréchal Lyautey)        | Thorey-Lyautey 48,44389° N, 6,02861° O            | Schloss                 | |      |
| Festes Haus Tuméjus Maison forte de Tuméjus                                           | Bulligny 48,57722° N, 5,85028° O                  | Schloss (Festes Haus)   | |      |
| Schloss Vandeléville Château de Vandeléville                                          | Vandeléville                                      | Schloss                 | |      |
| Befestigtes Priorat Varangéville Prieuré de Varangéville                              | Varangéville 48,632927° N, 6,314702° O            | Burg (Wehrkirche)       | Prioratskirche aus dem 11./12. Jahrhundert |      |
| Burg Vaudémont Château de Vaudémont (Tour Brunehaut, Château des Comtes de Vaudémont) | Vaudémont 48,41778° N, 6,05361° O                 | Burg (Turm)             | Ruine, eine der ältesten Burgen Frankreichs |      |
| Schloss Ville-au-Val Château de Ville-au-Val                                          | Ville-au-Val 48,8475° N, 6,1225° O                | Schloss                 | |      |
| Burg Villette Château de Villette                                                     | Villette                                          | Burg                    | |      |
| Festes Haus Villey-Saint-Étienne Maison forte de Villey-Saint-Étienne                 | Villey-Saint-Étienne 48,73° N, 5,97972° O         | Burg (Festes Haus)      | |      |
| Turm Les Voués Tour des Voués                                                         | Baccarat                                          | Burg (Turm)             | |      |
| Festes Haus Wopersnow Maison forte de Wopersnow                                       | Villers-le-Rond                                   | Burg (Festes Haus)      | |      |